# Académie française
Académie française eller Det franske Akademi er det øverste organ i Frankrig vedrørende fransk sprog; det er et af de fem akademier, der samlet udgør Institut de France. Akademiet blev oprettet af kardinal Richelieu i 1635. Akademiet blev lukket under Den franske revolution, men genåbnet af Napoléon Bonaparte i 1803. 
Akademiet har 40 medlemmer ("Les immortels"). De er udpeget på livstid og vælger selv nye medlemmer. Akademiet har til opgave at redigere den officielle ordbog over det franske sprog.

## Medlemmer
Blandt nuværende og tidligere medlemmer af Det franske Akademi er:
Georges Clemenceau, Valéry Giscard d'Estaing, Georges Dumézil ,Victor Hugo, Louis Pasteur, Claude Lévi-Strauss, Henri Troyat og Voltaire.